# Touchstone Pictures
Touchstone Pictures byla dceřiná značka (label) a produkční firma koncernu Walt Disney Pictures. Vznikla 15. února 1984 a zaměřila se obvykle na vážnější filmová témata než bylo obvyklé u mateřské značky Disney. Pod tímto labelem byly uváděny pouze filmy studia Disney popřípadě televizních stanic a televizních kanálů vlastněných koncernem Disney.